# Дряновец (област Смолян)
Вижте пояснителната страница за други значения на Дряновец.
Дряновец е село в Южна България. То се намира в община Чепеларе, област Смолян.

## География
Село Дряновец се намира в планински район.